# 影武者 (2013年遊戲)
《影武者》是波蘭遊戲公司Flying Wild Hog製作，由美國遊戲公司Devolver Digital於2013年9月26日所發行的第一人稱射擊遊戲。台灣由英特衛多媒體代理，於2014年3月發行Windows正體中文版。

## 外部連結
- 官方网站